# Tung Sơn

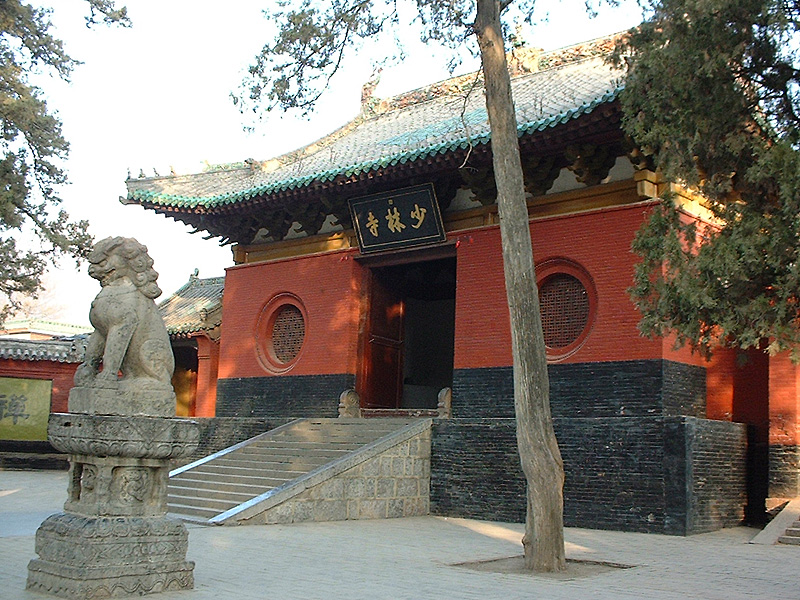
Chùa Thiếu Lâm ở Tung Sơn

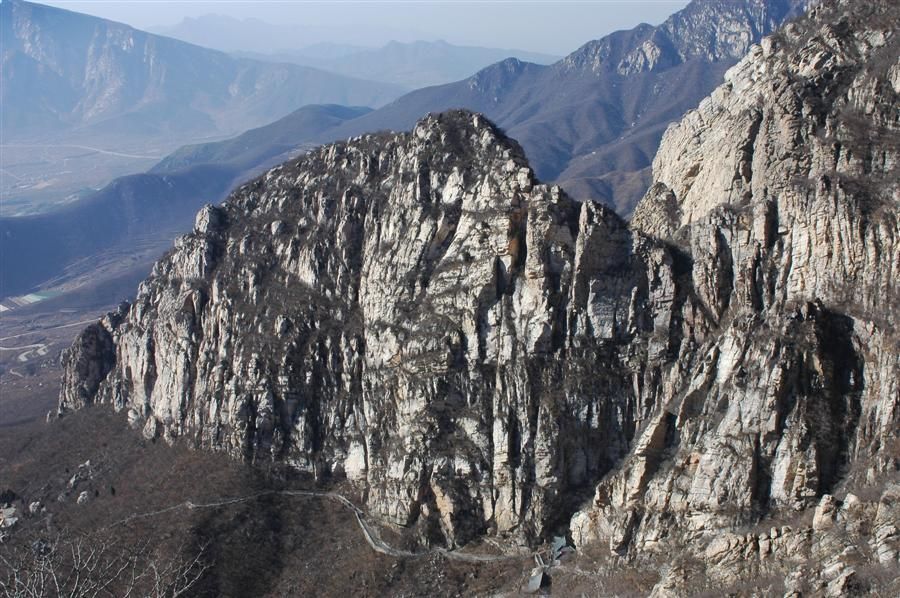
Núi Tung Sơn năm 2007

Tung Sơn (giản thể: 嵩山; bính âm: Sōngshān), là một trong năm ngọn núi linh thiêng của Trung Quốc, nằm tại Đăng Phong, Trịnh Châu, Hà Nam, bên bờ sông Hoàng Hà. Ngày 13 tháng 2 năm 2004 được tổ chức UNESCO công nhận là Công viên địa chất thế giới.

## Địa lý
Tung Sơn nằm ở Trung Nguyên, ngày xưa gọi là Trung Nhạc, phía bắc trông ra Hoàng Hà, Lạc Thủy, phía nam nhìn ra Dĩnh Thủy, Cơ Sơn, phía đông nối với kinh đô Biện Lương của 5 triều đại, phía tây liền với cố đô Lạc Dương của 9 triều đại. Thế cho nên mới được gọi là "Biện Lạc lưỡng kinh, kì nội danh sơn", là đệ nhất danh sơn Trung Nguyên.
Có hơn 30 vị hoàng đế và hơn 150 văn nhân trứ danh đã từng tới thăm Tung Sơn, càng làm cho Tung Sơn trở thành nơi tương tụ của thần tiên. Trong Kinh Thi có câu "Tung cao duy nhạc, Tuấn Cực vu thiên" (núi cao chỉ có Tung Sơn, Tuấn Cực so với trời).
Đỉnh cao của núi là đỉnh Tuấn Cực, cao 1.491,7 m  trên mực nước biển. Thiếu Lâm Tự gần đấy là nơi khai sinh Thiền tông và bộ sưu tập các tháp chứa hài cốt của Thiếu Lâm Tự được coi là lớn nhất Trung Quốc hiện nay. Trung Nhạc miếu được xây dựng từ thời nhà Tần là một trong những công trình kiến trúc cổ đại nhất tại Trung Quốc.